# Iso-Heinänen (ö i Egentliga Finland)
Iso-Heinänen med Jatkettu är en ö i Finland. Den ligger i Bottenhavet eller Skärgårdshavet och i kommunen Nystad i den ekonomiska regionen  Nystadsregionen i landskapet Egentliga Finland, i den sydvästra delen av landet. Ön ligger omkring 64 kilometer nordväst om Åbo och omkring 210 kilometer väster om Helsingfors.
Öns area är 54,9 hektar och dess största längd är 1,6 kilometer i nord-sydlig riktning. Ön höjer sig omkring 10 meter över havsytan.

## Delöar och uddar
- Iso-Heinänen 60°47′46″N 21°18′09″Ö / 60.79605°N 21.3025°Ö
- Jatkettu 60°48′15″N 21°18′14″Ö / 60.80422°N 21.30381°Ö